# روبرت أ. غراي
روبرت أ. غراي (بالإنجليزية: Robert A. Gray) هو عسكري أمريكي، ولد في 21 سبتمبر 1834 في فيلادلفيا في الولايات المتحدة، وتوفي في 22 نوفمبر 1906.